# Ephialtias abrupta
Ephialtias abrupta là một loài bướm đêm thuộc họ Notodontidae. Nó được tìm thấy từ lower Amazon (Pará) in Brasil.

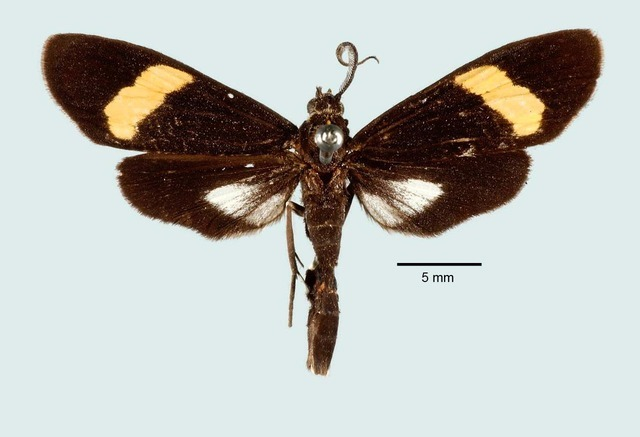
Con đực

The species is sexually dimorphic.